# Mats Wahlgren
Carl Mats Wahlgren, född 13 juni 1952, är en svensk forskare och parasitolog. Han avlade läkarexamen 1979 vid Karolinska institutet (KI), och studerade tropikmedicin samma år vid Mahidol Universitetet (Thailand). Wahlgren disputerade 1986 vid KI på doktorsavhandlingen Antigens and Antibodies involved in humoral immunity to Plasmodium falciparum malaria. Han bedrev post-doktorala studier vid Stanford University och utnämndes 1993 till professor och överläkare i parasitologi vid KI och Smittskyddsinstitutet (SMI). Han har verkat som institutionschef vid KI och som chef för den parasitologiska avdelningen vid SMI. Han har undervisat och bedrivit omfattande samarbete med forskare i bland annat i USA, Frankrike och Uganda.
Mats Wahlgren upptäckte i mitten av 1980-talet en av mekanismerna för hur malariaparasiten Plasmodium falciparum orsakar svår malaria, nämligen att malariainfekterade röda blodkroppar klumpas samman vilket leder till att blodkärlen blockeras. Wahlgren gav fenomenet namnet ”rosettering”. De humana populationerna har till följd av rosettering framselekterats för blodtyper som inte blockerar blodflödet (blodgrupp O, sickelcell, thalassemi).
Wahlgren är en av grundarna av Modus Therapeuticus AB och Dilafor AB som är bioteknikföretag engagerade i utvecklingen av kolhydratbaserad terapi mot bland annat svår malaria och sickelcell sjukdom..
Mats Wahlgren är medlem av Nobelförsamlingen vid Karolinska Institutet och har erhållit Carl Harfords gästprofessur vid Washington University, St Louis, USA, den Söderbergska professuren 2010,  Axel Hirschs pris från Karolinska Institutet 2016 och H & A Erikssons pris 2017 från Kungl. Vetenskapsakademien.